# Emanuel Bowen
Emanuel Bowen (1694 - 1767) est un graveur de carte géographique, éditeur et marchand d'estampes gallois.
Il a obtenu la distinction unique de devenir cartographe royal à la fois pour le roi George II d'Angleterre et Louis XV de France,. Bowen est très apprécié par ses contemporains pour avoir produit certaines des cartes les plus grandes, les plus détaillées et les plus précises de son époque.

## Biographie
Emanuel Bowen est né en 1694 à Tal-y-Llychau, dans le Carmarthenshire, au pays de Galles. Il est le fils d'Owen Bowen (mort en 1730) et de son épouse Anne (morte en 1721).
En 1709, Bowen devient l'apprenti de Charles Price, fabricant de globe planétaire et d'instrument de cartographie.
Il s'installe à Londres vers 1714.
En 1726, il est considéré comme l'un des principaux graveurs de cartes de Londres. Parmi ses multiples apprentis, les plus notables sont Thomas Kitchin, Thomas Jefferys, John Lodge[Lequel ?] et son fils Thomas Bowen (en). Un autre apprenti, John Oakman (en), qui a eu une liaison avec la fille de Bowen et qui l'a finalement mariée ; Thomas Kitchin a lui aussi épousé une fille de Bowen, Sarah.
Emanuel Bowen meurt en 1767.

## Œuvre

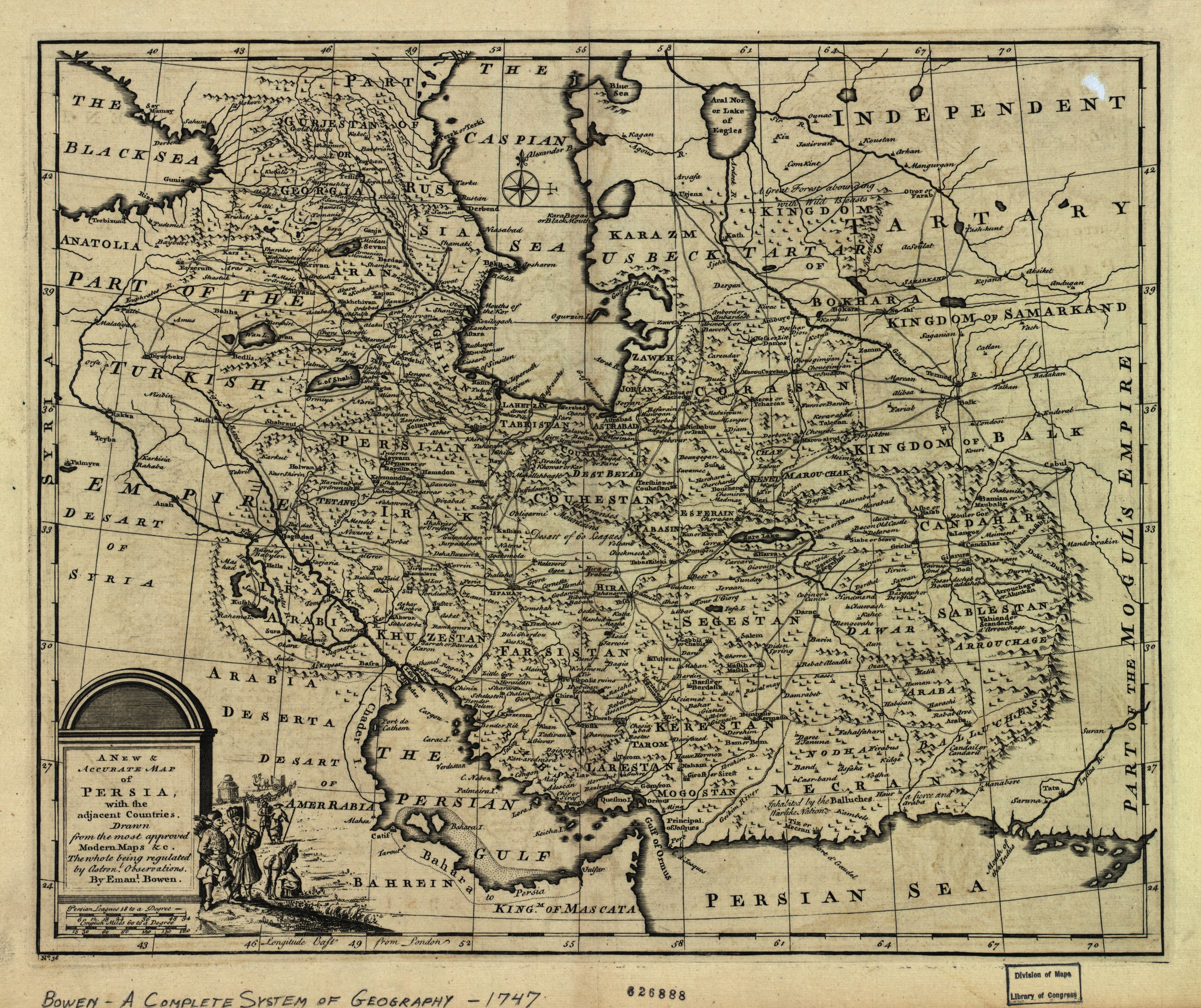
Carte de l'Empire perse en 1747, pendant la période afcharide (c. 1750).

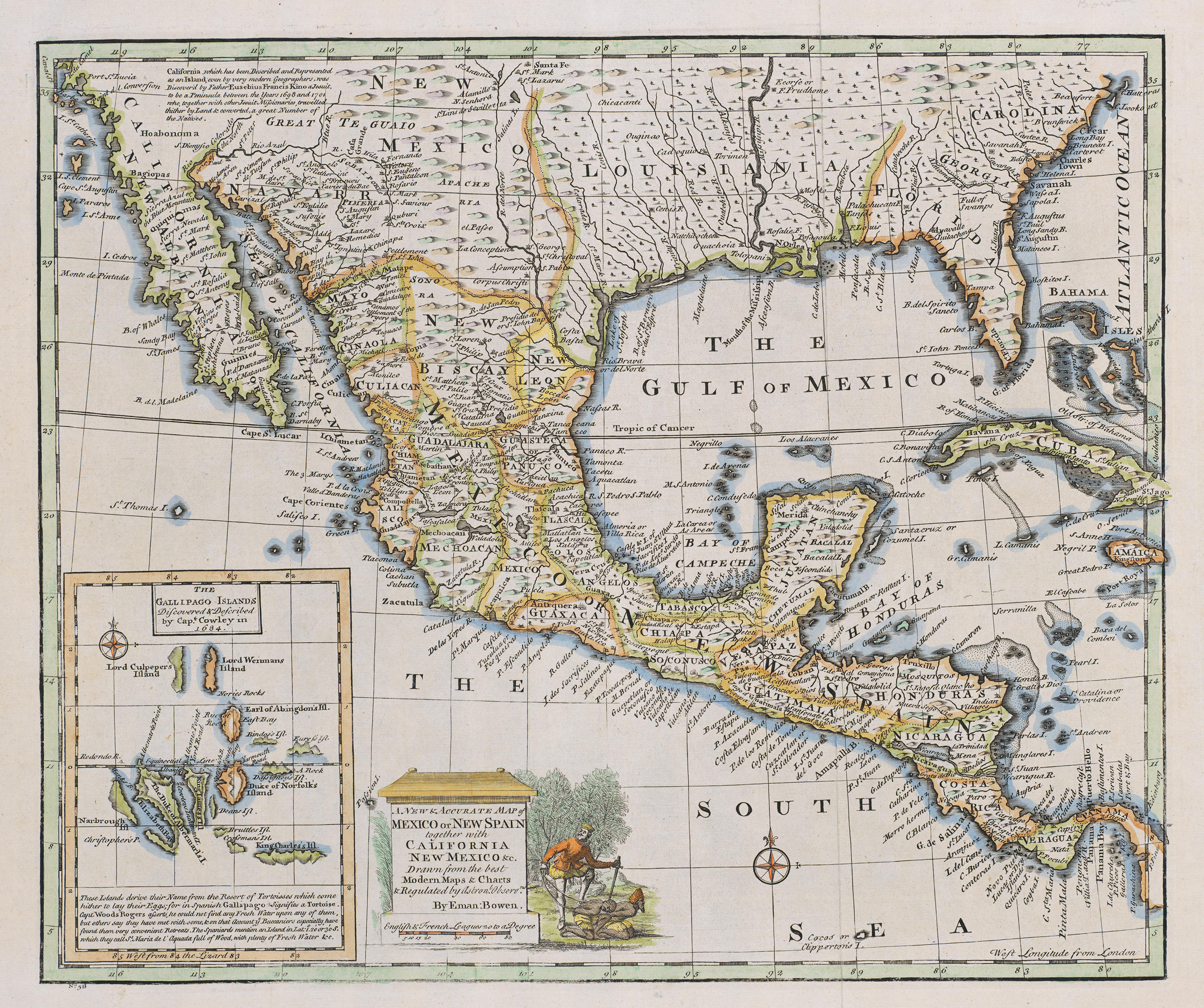
A New & Accurate Map of Mexico or New Spain together with California, New Mexico &c (1752, University of Texas at Arlington).

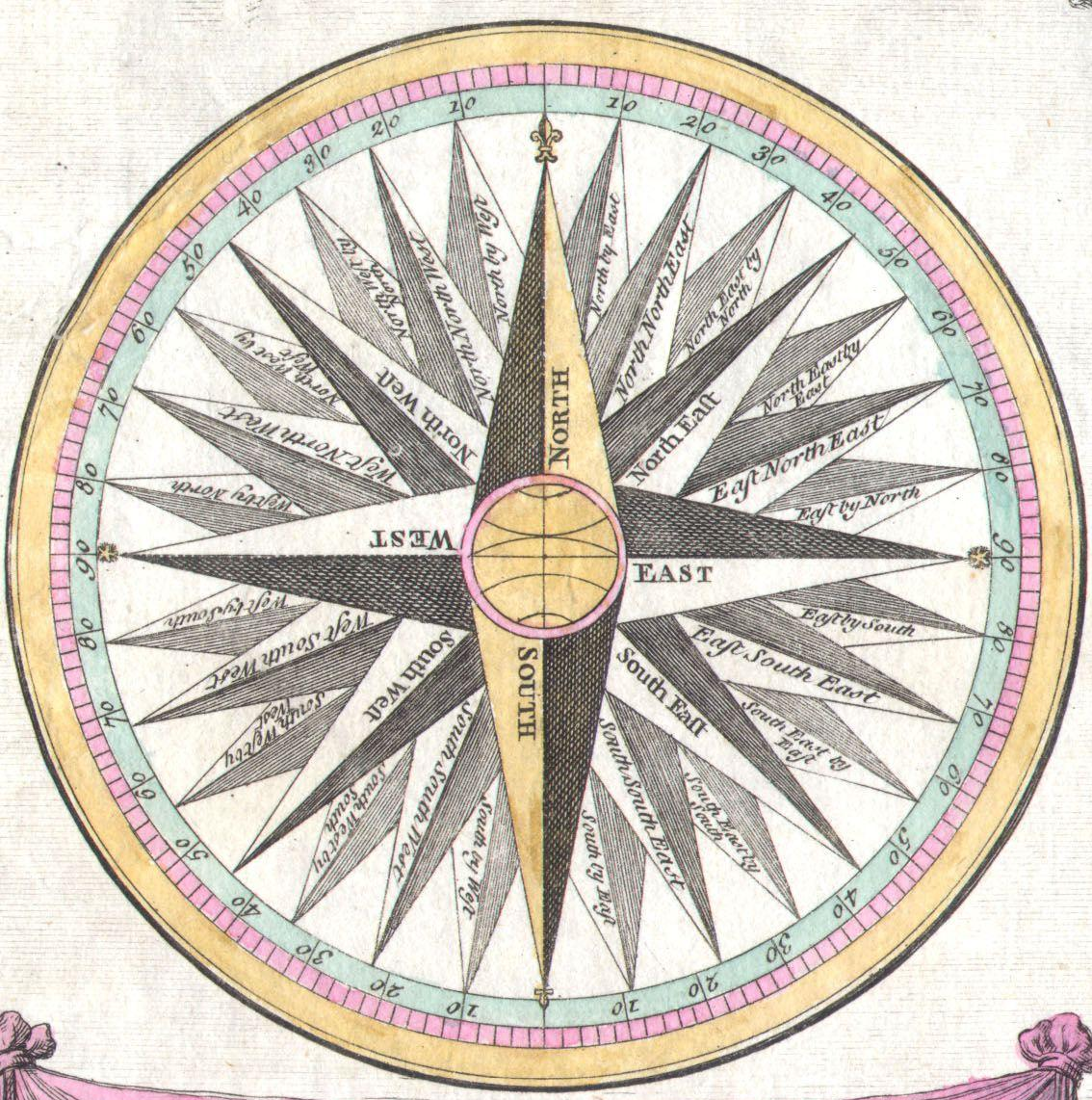
A Circle of Winds consisting of 32 points commonly called the Mariners Compass, rose des vents tirée de Mariner’s Compass and Armillary Sphere, 1748.

Emanuel Bowen a édité de nombreuses cartes géographiques, dont certaines sont conservées à la Bibliothèque nationale de France.
On connaît de lui les ouvrages suivants :
- Britannia Depicta, 1720[9]
- A complete system of geography being a description of all the countries, islands, cities, chief towns... of the known world[9] ou Complete Atlas of Geography, 1744-1747[1]
- English Atlas, with a new set of maps, c. 1745[1]
- Complete System of Geography, 1747[10]
- Mariner’s Compass and Armillary Sphere, 1748[11]
- Complete Atlas … in sixty-eight Maps, 1752[1]
- A new dictionary of trade and commerce, 1756[12]
- Atlas Minimus; or a new set of Pocket Maps, 1758[1]
- The Royal English atlas : eighteenth century county maps of England and Wales, 1763[13]

Ainsi que de nombreuses cartes séparées dont :
- Série de cartes séparées des comtés d'Angleterre, de l'Allemagne, de l'Asie mineure et de Perse (1736-1776)[1]
- Map of Iran in Afsharid dynasty (1747), c. 1750[5]
- A New & Accurate Map of Mexico or New Spain together with California, New Mexico &c, 1752[8]
- A map of the British American plantations : extending from Boston in New England to Georgia, publiée dans Gentleman's Magazine (1754)[14]